# Jacob Bigelow
Jacob Bigelow (* 27. Februar 1787 in Sudbury, Massachusetts; † 10. Januar 1879 in Boston) war ein US-amerikanischer Mediziner und Botaniker. Sein botanisches Autorenkürzel lautet „Bigelow“.

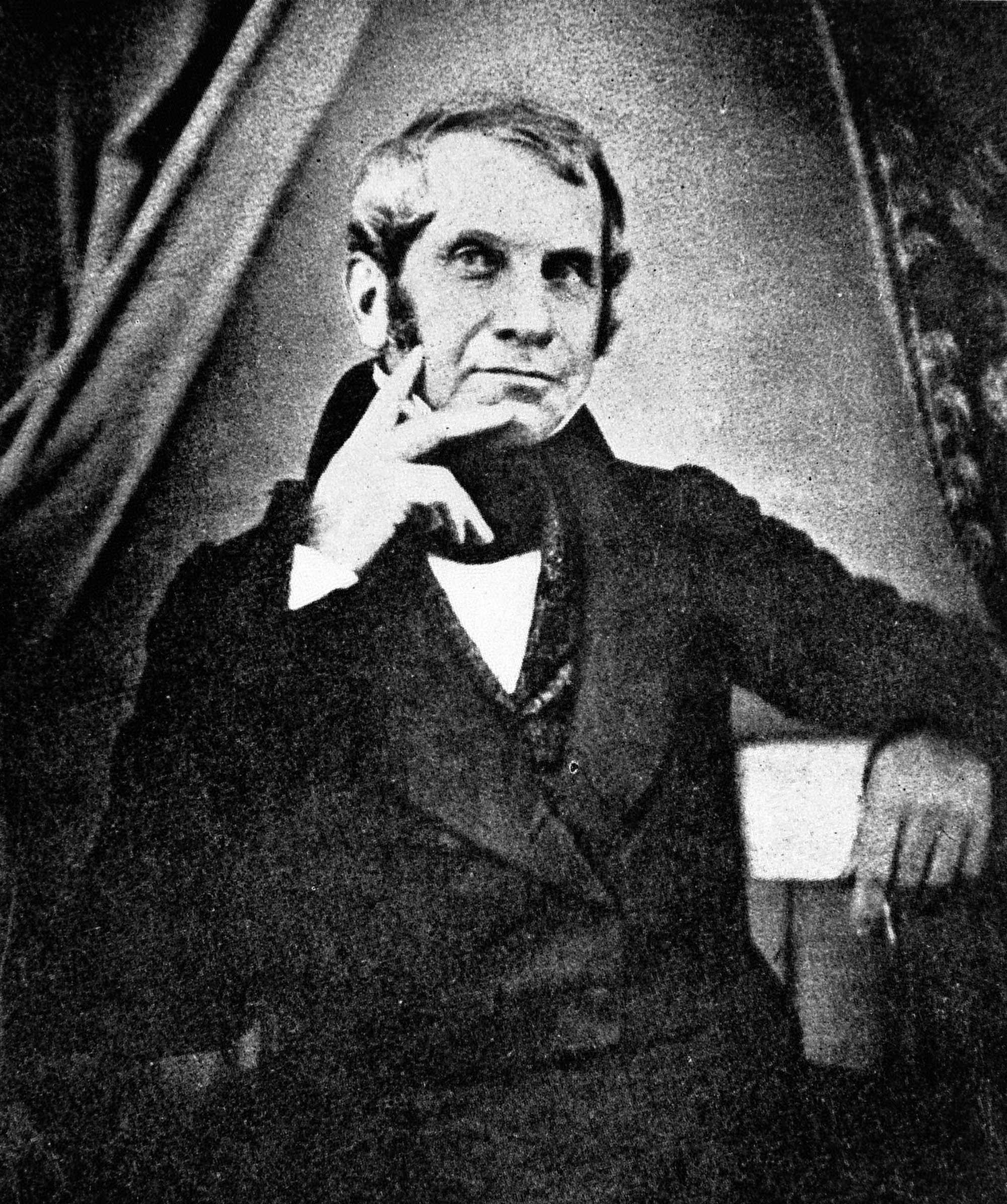
Jacob Bigelow

## Leben
Bigelow, der Sohn eines Farmers, studierte an der Harvard University, erhielt dort den Grad eines Bachelor of Arts und arbeitete nach Abschluss eines Medizinstudiums 1810 an der University of Pennsylvania zum Doktor der Medizin promoviert.
Als Botaniker wurde er schnell bekannt; er stand u. a. mit Sir James Edward Smith, Heinrich Adolf Schrader und Augustin Pyrame de Candolle in Kontakt. 1812 wurde er in die American Academy of Arts and Sciences gewählt. Seit 1818 war er gewähltes Mitglied der American Philosophical Society. 1820 gehörte er zu den fünf Personen, die die American Pharmacopoeia, die erste Zusammenstellung der nordamerikanischen Arzneipflanzen, gestalten sollten, und war richtungweisend bei der Einrichtung der medizinischen Nomenklatur im englischen Sprachraum.
Bigelow gründete den ersten Parkfriedhof der Vereinigten Staaten, Mount Auburn Cemetery in der Nähe von Boston, der Vorbild für alle weiteren Parkfriedhöfe des Landes werden sollte und dessen architektonische Elemente von Bigelow entworfen wurden.
Er arbeitete am Massachusetts General Hospital, wo seit 1856 eine Büste an ihn erinnert. Von 1815 bis 1855 war er Professor für materia medica an der Harvard-Universität, 1816 bis 1827 hatte er die Rumford-Professur dort inne. Aus seinen Vorlesungen gingen die Elements of Technology hervor, die 1840 in zwei Bänden unter dem Titel Useful Arts considered in Connection With the Applications of Science erneut aufgelegt wurden.
Viele Jahre lang war er der Präsident der Massachusetts Medical Society, außerdem war er von 1847 bis 1863 der Präsident der American Academy of Arts and Sciences. Sein besonderes Interesse galt der Ausbildung der Studenten. Neben Fachbüchern und Artikeln verfasste er auch Gedichte. Seine Florula Bostoniensis galt drei Jahrzehnte lang als Standardwerk über die Flora Neuenglands.
Die American Medical Botany war das erste in den USA erschienene Buch mit Farbillustrationen, für die Bigelow ein eigenes Aquatinta-Verfahren entwickelte.
Bigelow war ein glühender Anhänger des technischen Utopisten John A. Etzler und bezog viele Anregungen aus dessen Hauptwerk Das Paradies.

## Ehrungen
James Edward Smith benannte 1819 nach ihm die Pflanzengattung Bigelovia aus der Familie der Ölbaumgewächse (Oleaceae).

## Werke
- On the clavus or ergot of rye and other plants. In: The New England journal of medicine and surgery, V (1816), S. 156–164 (Digitalisat)
- Florula Bostoniensis (1814; erweiterte Auflagen 1824 und 1840)
- American Medical Botany, being a collection of the native medicinal plant of the United States. 3 Bände, Boston 1817–1820.
- Elements of Technology (1829)
- Nature in Disease (1854)
- Eolopoesis (1855)
- History of Mount Auburn (1860)
- On the Limits of Education (1865)
- A Brief Exposition of Rational Medicine (1867)
- The Paradies of Doctors, a Fable (1867)
- Modern Inquiries (1867)
- Remarks on Classical Studies (1867)